# Golden Globe Award/Bester fremdsprachiger Film

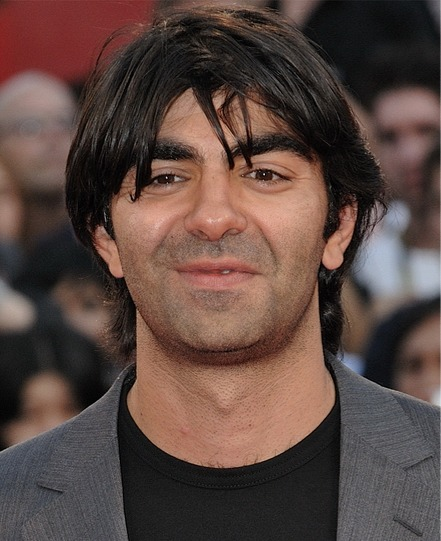
Fatih Akin, Regisseur des 2018 preisgekrönten Films Aus dem Nichts

Gewinner und Nominierte des Golden Globe Award in der Kategorie Bester fremdsprachiger Film (Best Foreign Language Film), die die herausragendsten Leistungen von fremdsprachigen (nicht-englischsprachigen) Kinoproduktionen des vergangenen Kalenderjahres prämiert. Die im Folgenden genannten Jahreszahlen sind die der Verleihungs-Veranstaltungen und nicht die der prämierten Filmjahre.

## Geschichte
Die Kategorie wurde im Jahr 1955 unter der Bezeichnung Bester ausländischer Film (Best Foreign Film) eingeführt. Zu dieser Zeit war es auch möglich, englischsprachige Filme aus Ländern von außerhalb der Vereinigten Staaten zu nominieren, weshalb unter anderem das Vereinigte Königreich und Kanada Preise gewannen. Von 1957 bis 1959 und von 1961 bis 1969 hieß die Kategorie Bester fremdsprachiger Film (Best Foreign Language Film). Zusätzlich führte man von 1957 bis 1959, 1961 und von 1964 bis 1969 die Kategorie Bester ausländischer Film in englischer Sprache (Best English-Language Foreign Film) ein. Von 1970 bis 1987 hieß die Kategorie Bester ausländischer Film, von 1988 bis 2021 wiederum Bester fremdsprachiger Film und seit 2022 trägt sie die Bezeichnung Bester nicht englischsprachiger Film (Best Non-English Language Film).

## Qualifikation
Die aktuellen Regularien sehen nur Spielfilme (70 Minuten oder länger) vor, mit einem Anteil von wenigstens 51 Prozent an nicht-englischsprachigen Dialog. Der Film muss 14 Monate vor der Verleihung zwischen dem 1. November und 31. Dezember im Heimatland angelaufen sein, um berücksichtigt werden zu können (dies gilt nicht bei Problemen mit der einheimischen Zensur). Zusätzlich muss der Film mindestens eine Woche im Großraum Los Angeles gezeigt worden sein (ein regulärer Kinostart in den Vereinigten Staaten ist nicht notwendig) und den stimmberechtigten Mitgliedern der Hollywood Foreign Press Association zugänglich gemacht werden. Im Gegensatz zur Oscarverleihung besteht keine Obergrenze an Einreichungen pro Land.
Der Film kann nur für eine Verleihung, aber in jeder weiteren Kategorie berücksichtigt werden, mit Ausnahme der für das beste Filmdrama und die beste Komödie oder Musical, die nur für weitestgehend englischsprachige Produktionen reserviert sind.

## Weitere Fakten
In 21 von 65 Fällen wurde der Gewinnerfilm später mit dem Oscar ausgezeichnet, zuletzt 2020 geschehen, mit der Preisvergabe an den südkoreanischen Beitrag Parasite von Bong Joon-ho. 1964, 1982 und 1983 triumphierten mit Tom Jones – Zwischen Bett und Galgen, Die Stunde des Siegers und Gandhi britische Produktionen, die später mit dem Oscar in der Kategorie Bester Film prämiert wurden. Parasite von Bong Joon-ho wurde 2020 der erste nichtenglischsprachige Film, welcher in der Kategorie Bester Film ausgezeichnet wurde.
30 Mal wurden deutsche Filmproduktionen (inkl. Koproduktionen) nominiert, von denen elf mit dem Preis ausgezeichnet wurden, zuletzt 2018 geschehen mit der Preisvergabe an Aus dem Nichts von Fatih Akin. Keiner dieser Filme gewann später den Oscar. Aus Österreich wurde 1991 Robert Dornhelms Requiem für Dominic nominiert, für die Schweiz kandidierte 1985 Gefährliche Züge von Richard Dembo und 1995 Drei Farben: Rot von Krzysztof Kieślowski.
1970 lehnten die Produzenten des algerischen Beitrags Z die Auszeichnung ab, da der Film in der Kategorie Bestes Filmdrama keine Berücksichtigung gefunden hatte.
| Statistik (inkl. Koproduktionen)  | Land       | Anzahl | Jahr |
| --------------------------------- | ---------- | ------ | --- |
| Häufigste Auszeichnungen          | Frankreich | 15     | 1959, 1961, 1964, 1967, 1968, 1971, 1980, 1981, 1991, 1993, 1996, 2000, 2005, 2008, 2017 |
| Häufigste Nominierungen           | Frankreich | 80     | 1959, 1961, 1964, 1966, 1966, 1967, 1967, 1968, 1968, 1968, 1969, 1969, 1969, 1971, 1971, 1971, 1971, 1972, 1972, 1973, 1974, 1974, 1975, 1975, 1976, 1976, 1977, 1977, 1978, 1978, 1978, 1979, 1980, 1981, 1981, 1982, 1983, 1985, 1985, 1985, 1987, 1987, 1988, 1988, 1990, 1990, 1991, 1992, 1992, 1992, 1993, 1993, 1995, 1996, 1996, 1997, 1998, 2000, 2000, 2000, 2001, 2002, 2003, 2004, 2005, 2005, 2005, 2006, 2008, 2008, 2009, 2010, 2011, 2013, 2014, 2016, 2017, 2017, 2018, 2018 |
| Häufigste Nominierungen ohne Sieg | China      | 5      | 1996, 2003, 2006, 2006, 2012 |
| Häufigste Nominierungen ohne Sieg | Polen      | 5      | 1986, 1992, 1994, 1995, 2015 |

| Anmerkung: | 1. |

## Gewinner und Nominierte

### 1950er Jahre
1955
Die feurige Isabella (Genevieve), Vereinigtes Königreich – Regie: Henry Cornelius

La mujer de las camelias, Argentinien – Regie: Ernesto Arancibia

Vierundzwanzig Augen (二十四の瞳, Nijushi no hitomi), Japan – Regie: Keisuke Kinoshita

Weg ohne Umkehr, Deutschland – Regie: Victor Vicas und Beate von Mollo

1956
Dangerous Curves, Vereinigtes Königreich

Kinder, Mütter und ein General, Deutschland – Regie: László Benedek

Kodomo no me, Japan – Regie: Yoshirō Kawazu

Stella, Griechenland – Regie: Michael Cacoyannis

Das Wort (Ordet), Dänemark – Regie: Carl Theodor Dreyer

1957
| Bester fremdsprachiger Film: Krieg und Frieden (Guerra e pace), Italien – Regie: King Vidor Das Mädchen in Schwarz (To koritsi me ta mavra), Griechenland – Regie: Michael Cacoyannis Das weiße Rentier (Valkoinen peura), Finnland – Regie: Erik Blomberg Vor Sonnenuntergang, Deutschland – Regie: Gottfried Reinhardt Taiyo to bara (太陽とバラ), Japan – Regie: Keisuke Kinoshita | Bester ausländischer Film in englischer Sprache: Richard III, Vereinigtes Königreich – Regie: Laurence Olivier |

1958
| Bester fremdsprachiger Film: Bekenntnisse des Hochstaplers Felix Krull, Deutschland – Regie: Kurt Hoffmann Kiiroi karasu, Japan – Regie: Heinosuke Gosho Tizoc, Mexiko – Regie: Ismael Rodríguez | Bester ausländischer Film in englischer Sprache: Die Frau im Morgenrock (Woman in a Dressing Gown), Vereinigtes Königreich – Regie: J. Lee Thompson |

1959
| Bester fremdsprachiger Film: Das Mädchen Rosemarie, Deutschland – Regie: Rolf Thiele Straße der Leidenschaft (Cesta duga godinu dana), Jugoslawien – Regie: Giuseppe De Santis Wenn die Flut kommt (L'eau vive), Frankreich – Regie: François Villiers | Bester ausländischer Film in englischer Sprache: Die letzte Nacht der Titanic (A Night to Remember), Vereinigtes Königreich – Regie: Roy Ward Baker |

### 1960er Jahre
1960
Die Brücke, Deutschland – Regie: Bernhard Wicki

Kagi, Japan – Regie: Kon Ichikawa

Orfeu Negro, Brasilien – Regie: Marcel Camus

Wilde Erdbeeren (Smultronstället), Schweden – Regie: Ingmar Bergman

Wir Wunderkinder, Deutschland – Regie: Kurt Hoffmann

1961
| Bester fremdsprachiger Film: Die Jungfrauenquelle (Jungfrukällan), Schweden – Regie: Ingmar Bergman Die Wahrheit (La Vérité), Frankreich – Regie: Henri-Georges Clouzot | Bester ausländischer Film in englischer Sprache: Der Mann mit der grünen Nelke (The Trials of Oscar Wilde), Vereinigtes Königreich – Regie: Irving Allen und Ken Hughes |

1962
Und dennoch leben sie (La Ciociara), Italien – Regie: Vittorio De Sica
- Ánimas Trujano (El hombre importante), Mexiko – Regie: Ismael Rodríguez
- Der brave Soldat Schwejk, Deutschland – Regie: Axel von Ambesser

1963
Liebenswerte Gegner (The Best of Enemies), Italien – Regie: Guy Hamilton

Scheidung auf italienisch (Divorzio all'italiana), Italien – Regie: Pietro Germi

1964
| Bester fremdsprachiger Film: Lautlos wie die Nacht (Mélodie en sous-sol), Frankreich – Regie: Henri Verneuil - Amore in Stockholm (Il Diavolo), Italien – Regie: Gian Luigi Polidoro - Gestern, heute und morgen (Ieri, oggi e domani), Italien – Regie Vittorio De Sica - Taiheiyo hitori-botchi, Japan – Regie: Kon Ichikawa - Die vier Tage von Neapel (Le quattro giornate di Napoli), Italien – Regie: Nanni Loy - Zwischen Himmel und Hölle (Tengoku to jigoku), Japan – Regie: Akira Kurosawa | Bester ausländischer Film in englischer Sprache: Tom Jones – Zwischen Bett und Galgen (Tom Jones), Vereinigtes Königreich – Regie: Tony Richardson - Frühstück in der Todeszelle (The Ceremony), Spanien/Vereinigte Staaten – Regie: Laurence Harvey - Das indiskrete Zimmer (The L-Shaped Room), Vereinigtes Königreich – Regie: Bryan Forbes - Lockender Lorbeer (This Sporting Life), Vereinigtes Königreich – Regie: Lindsay Anderson |

1965
| Bester fremdsprachiger Film: Hochzeit auf italienisch (Matrimonio all'italiana), Italien – Regie: Vittorio De Sica Sallah – oder: Tausche Tochter gegen Wohnung (סאלח שבתי), Israel – Regie: Ephraim Kishon | Bester ausländischer Film in englischer Sprache: Die erste Nacht (Girl with Green Eyes), Vereinigtes Königreich – Regie: Desmond Davis |

1966
| Bester fremdsprachiger Film: Julia und die Geister (Giulietta degli spiriti), Italien – Regie: Federico Fellini - Rotbart (赤ひげ, Akahige), Japan – Regie: Akira Kurosawa - Die Regenschirme von Cherbourg (Les parapluies de Cherbourg), Frankreich – Regie: Jacques Demy - Der Reigen (La ronde), Frankreich – Regie: Roger Vadim - Tarahumara, Mexiko – Regie: Luis Alcoriza | Bester ausländischer Film in englischer Sprache: Darling, Vereinigtes Königreich – Regie: John Schlesinger - 31 Grad im Schatten (Ninety Degrees in the Shade), Tschechoslowakei/Vereinigtes Königreich – Regie: Jiří Weiss - Der gewisse Kniff (The Knack … and How to Get It), Vereinigtes Königreich – Regie: Richard Lester - Die Lederjungen (The Leather Boys), Vereinigtes Königreich – Regie: Sidney J. Furie - Othello, Vereinigtes Königreich – Regie: Stuart Burge |

1967
| Bester fremdsprachiger Film: Ein Mann und eine Frau (Un homme et une femme), Frankreich – Regie: Claude Lelouch - Aber, aber, meine Herren… (Signore & signori), Italien – Regie: Pietro Germi - Hamlet (Гамлет, Gamlet), Sowjetunion – Regie: Grigori Michailowitsch Kosinzew - Die Liebe einer Blondine (Lásky jedné plavovlásky), Tschechoslowakei – Regie: Miloš Forman - Samstags nie (Pas question le samedi), Frankreich/Italien/Israel – Regie: Alex Joffé | Bester ausländischer Film in englischer Sprache: Der Verführer läßt schön grüßen (Alfie), Vereinigtes Königreich – Regie: Lewis Gilbert - Blow Up (Blowup), Vereinigtes Königreich/Italien – Regie: Michelangelo Antonioni - Georgy Girl, Vereinigtes Königreich – Regie: Silvio Narizzano - Protest (Morgan: A Suitable Case for Treatment), Vereinigtes Königreich – Regie: Karel Reisz - Romeo und Julia (Romeo and Juliet), Vereinigtes Königreich – Regie: Paul Czinner - Der Spion mit der kalten Nase (The Spy with a Cold Nose), Vereinigtes Königreich – Regie: Daniel Petrie |

1968
| Bester fremdsprachiger Film: Lebe das Leben (Vivre pour vivre), Frankreich – Regie: Claude Lelouch - Das Ende einer großen Liebe (Elvira Madigan), Schweden – Regie: Bo Widerberg - Der Fremde (Lo Straniero), Frankreich – Regie: Luchino Visconti - Liebe nach Fahrplan (Ostre sledované vlaky), Tschechoslowakei – Regie: Jiří Menzel - Unmoralisch lebt man besser (L'immortale), Frankreich/Italien – Regie: Pietro Germi | Bester ausländischer Film in englischer Sprache: The Fox, Kanada – Regie: Mark Rydell - Accident – Zwischenfall in Oxford (Accident), Vereinigtes Königreich – Regie: Joseph Losey - Flüsternde Wände (The Whisperers), Vereinigtes Königreich – Regie: Bryan Forbes - Minirock und Kronjuwelen (The Jokers), Vereinigtes Königreich – Regie: Michael Winner - Smashing Time, Vereinigtes Königreich – Regie: Desmond Davis - Ulysses, Vereinigtes Königreich – Regie: Joseph Strick |

1969
| Bester fremdsprachiger Film: Krieg und Frieden (Война и мир, Woina i mir), Sowjetunion – Regie: Sergei Bondartschuk - Die Braut trug schwarz (La mariée était en noir), Frankreich – Regie: François Truffaut - Geraubte Küsse (Baisers volés), Frankreich – Regie: François Truffaut - Ich traf sogar glückliche Zigeuner (Skupljaci perja), Jugoslawien – Regie: Aleksandar Petrović - Schande (Skammen), Schweden – Regie: Ingmar Bergman | Bester ausländischer Film in englischer Sprache: Romeo und Julia (Romeo and Juliet), Vereinigtes Königreich/Italien – Regie: Franco Zeffirelli - Benjamin – Aus dem Tagebuch einer männlichen Jungfrau (Benjamin), Frankreich – Regie: Michel Deville - Buona Sera, Mrs. Campbell, Vereinigtes Königreich – Regie: Melvin Frank - Joanna, Vereinigtes Königreich – Regie: Michael Sarne - Poor Cow – Geküßt und geschlagen (Poor Cow), Vereinigtes Königreich – Regie: Ken Loach |

### 1970er Jahre
| Jahr | Preisträger (Originaltitel)                                       | Regie                   | Nominierungen |
| ---- | ----------------------------------------------------------------- | ----------------------- | --- |
| 1970 | Z Algerien                                                        | Constantin Costa-Gavras | Adalen 31 (Ådalen 31), Schweden – Regie: Bo Widerberg Der Blaumilchkanal (Te’alat Blaumilch), Israel – Regie: Ephraim Kishon Fellinis Satyricon (Satyricon), Italien – Regie: Federico Fellini Koritsia ston ilio, Griechenland – Regie: Vasilis Georgiadis |
| 1971 | Der aus dem Regen kam (Le passager de la pluie) Frankreich        | René Clément            | Borsalino, Frankreich/Italien – Regie: Jacques Deray Das Geständnis (L'aveu), Frankreich – Regie: Constantin Costa-Gavras Ermittlungen gegen einen über jeden Verdacht erhabenen Bürger (Indagine su un cittadino al di sopra di ogni sospetto), Italien – Regie: Elio Petri Ore'ach B'Onah Metah, Frankreich/Israel – Regie: Moshé Mizrahi                                                                                          |
| 1972 | Schlaf gut, Wachtmeister! (השוטר אזולאי, Ha-Shoter Azulai) Israel | Ephraim Kishon          | Aus Liebe sterben (Mourir d'aimer), Frankreich – Regie: André Cayatte Claires Knie (Le genou de Claire), Frankreich – Regie: Éric Rohmer Der große Irrtum (Il conformista), Italien – Regie: Bernardo Bertolucci Tschaikowski (Чайковский, Chaikovskiy), Sowjetunion – Regie: Igor Wassiljewitsch Talankin |
| 1973 | Das neue Land (Nybyggarna) und Emigranten (Utvandrarna) Schweden  | Jan Troell              | Der diskrete Charme der Bourgeoisie (Le charme discret de la bourgeoisie), Frankreich – Regie: Luis Buñuel Espejismo, Peru – Regie: Armando Robles Godoy Fellinis Roma (Roma), Italien – Regie: Federico Fellini Schreie und Flüstern (Viskningar och rop), Schweden – Regie: Ingmar Bergman |
| 1974 | Der Fußgänger Deutschland                                         | Maximilian Schell       | Alfredo, Alfredo, Italien – Regie: Pietro Germi Die amerikanische Nacht (La nuit américaine), Frankreich – Regie: François Truffaut Kazablan, Israel – Regie: Menahem Golan Der unsichtbare Aufstand (État de siège), Frankreich – Regie: Constantin Costa-Gavras |
| 1975 | Szenen einer Ehe (Scener ur ett äktenskap) Schweden               | Ingmar Bergman          | Die Abenteuer des Rabbi Jacob (Les aventures de Rabbi Jacob), Frankreich – Regie: Gérard Oury Amarcord, Italien – Regie: Federico Fellini Duddy will hoch hinaus (The Apprenticeship of Duddy Kravitz), Kanada – Regie: Ted Kotcheff Lacombe, Lucien (Lacombe Lucien), Frankreich – Regie: Louis Malle |
| 1976 | Geliebte Lügen (Lies My Father Told Me) Kanada                    | Ján Kadár               | Hedda Gabler, Vereinigtes Königreich – Regie: Trevor Nunn Ein Leben lang (Toute une vie), Frankreich/Italien – Regie: Claude Lelouch Sondertribunal – Jeder kämpft für sich allein (Section spéciale), Frankreich/Italien/Deutschland – Regie: Constantin Costa-Gavras Die Zauberflöte (Trollflöjten), Schweden – Regie: Ingmar Bergman                                                                                              |
| 1977 | Von Angesicht zu Angesicht (Ansikte mot ansikte) Schweden         | Ingmar Bergman          | Cinderellas silberner Schuh (The Slipper and the Rose), Vereinigtes Königreich – Regie: Bryan Forbes Cousin, Cousine (Cousin, cousine), Frankreich – Regie: Jean-Charles Tacchella Sieben Schönheiten (Pasqualino Settebellezze), Italien – Regie: Lina Wertmüller Taschengeld (L'argent de poche), Frankreich – Regie: François Truffaut                                                                                            |
| 1978 | Ein besonderer Tag (Una giornata particolare) Italien             | Ettore Scola            | Dieses obskure Objekt der Begierde (Cet obscur objet du désir), Frankreich/Spanien – Regie: Luis Buñuel Ein Elefant irrt sich gewaltig (Un éléphant ça trompe énormément), Frankreich – Regie: Yves Robert Madame Rosa (La vie devant soi), Frankreich – Regie: Moshé Mizrahi Züchte Raben… (Cría cuervos), Spanien – Regie: Carlos Saura                                                                                            |
| 1979 | Herbstsonate (Höstsonaten) Schweden                               | Ingmar Bergman          | Dona Flor und ihre zwei Ehemänner (Dona Flor e Seus Dois Maridos), Brasilien – Regie: Bruno Barreto Eis am Stiel (אסקימו לימון, Eskimo Limon), Israel – Regie: Boaz Davidson Frau zu verschenken (Préparez vos mouchoirs), Frankreich – Regie: Bertrand Blier Tod auf dem Nil (Death on the Nile), Vereinigtes Königreich – Regie: John Guillermin Traum einer Leidenschaft (A Dream of Passion), Griechenland – Regie: Jules Dassin |

### 1980er Jahre
| Jahr | Preisträger (Originaltitel)                                      | Regie                | Nominierungen |
| ---- | ---------------------------------------------------------------- | -------------------- | --- |
| 1980 | Ein Käfig voller Narren (La cage aux folles) Frankreich/Italien  | Édouard Molinaro     | Die Ehe der Maria Braun, Deutschland – Regie: Rainer Werner Fassbinder Die Europäer (The Europeans), Vereinigtes Königreich – Regie: James Ivory Der Soldat von Oranien (Soldaat van Oranje), Niederlande – Regie: Paul Verhoeven Wie tief bin ich gesunken (Mio Dio come sono caduta in basso!), Italien – Regie: Luigi Comencini                                                                                       |
| 1981 | Tess Frankreich                                                  | Roman Polański       | Meine brillante Karriere (My Brilliant Career), Australien – Regie: Gillian Armstrong Der Fall des Lieutnant Morant (Breaker Morant), Australien – Regie: Bruce Beresford Die letzte Metro (Le dernier métro), Frankreich – Regie: François Truffaut Kagemusha – Der Schatten des Kriegers (影武者, Kagemusha), Japan – Regie: Akira Kurosawa Sonderbehandlung (Poseban tretman), Jugoslawien – Regie: Goran Paskaljević |
| 1982 | Die Stunde des Siegers (Chariots of Fire) Vereinigtes Königreich | Hugh Hudson          | Asphalt-Haie (Pixote: A Lei do Mais Fraco), Brasilien – Regie: Héctor Babenco Atlantic City, USA (Atlantic City), Kanada/Frankreich – Regie: Louis Malle Das Boot, Deutschland – Regie: Wolfgang Petersen Gallipoli, Australien – Regie: Peter Weir |
| 1983 | Gandhi Vereinigtes Königreich                                    | Richard Attenborough | Am Anfang war das Feuer (La guerre du feu), Kanada/Frankreich – Regie: Jean-Jacques Annaud Fitzcarraldo, Deutschland – Regie: Werner Herzog Snowy River (The Man from Snowy River), Australien – Regie: George Trumbull Miller La Traviata, Italien – Regie: Franco Zeffirelli Yol – Der Weg (Yol), Türkei – Regie: Şerif Gören und Yılmaz Güney                                                                         |
| 1984 | Fanny und Alexander (Fanny och Alexander) Schweden               | Ingmar Bergman       | Carmen, Spanien – Regie: Carlos Saura Der Fuchs (The Grey Fox), Kanada – Regie: Phillip Borsos Rita will es endlich wissen (Educating Rita), Vereinigtes Königreich – Regie: Lewis Gilbert Ein ungleiches Paar (The Dresser), Vereinigtes Königreich – Regie: Peter Yates |
| 1985 | Reise nach Indien (A Passage to India) Vereinigtes Königreich    | David Lean           | Carmen, Frankreich – Regie: Francesco Rosi Gefährliche Züge (La diagonale du fou), Schweiz – Regie: Richard Dembo Paris, Texas, Deutschland/Frankreich – Regie: Wim Wenders Ein Sonntag auf dem Lande (Un dimanche à la campagne), Frankreich – Regie: Bertrand Tavernier |
| 1986 | Die offizielle Geschichte (La historia official) Argentinien     | Luis Puenzo          | Ein Jahr der ruhenden Sonne (Rok spokojnego słońca), Polen – Regie: Krzysztof Zanussi Oberst Redl, Ungarn – Regie: István Szabó Papa ist auf Dienstreise (Otac na sluzbenom putu), Jugoslawien – Regie: Emir Kusturica Ran (乱), Japan – Regie: Akira Kurosawa |
| 1987 | Der Anschlag (De aanslag) Niederlande                            | Fons Rademakers      | Betty Blue – 37,2 Grad am Morgen (37°2 le matin), Frankreich – Regie: Jean-Jacques Beineix Drei Männer und ein Baby (3 hommes et un couffin), Frankreich – Regie: Coline Serreau Ginger und Fred (Ginger e Fred), Italien – Regie: Federico Fellini Otello, Italien – Regie: Franco Zeffirelli |
| 1988 | Mein Leben als Hund (Mitt liv som hund) Schweden                 | Lasse Hallström      | Auf Wiedersehen, Kinder (Au revoir, les enfants), Frankreich – Regie: Louis Malle Jean Florette (Jean de Florette), Frankreich – Regie: Claude Berri Die Reue (მონანიება/Покаяние, Monanieba), Sowjetunion – Regie: Tengis Abuladse Schwarze Augen (Oci ciornie), Italien – Regie: Nikita Michalkow |
| 1989 | Pelle, der Eroberer (Pelle erobreren) Dänemark                   | Bille August         | Babettes Fest (Babettes gæstebud), Dänemark – Regie: Gabriel Axel Frauen am Rande des Nervenzusammenbruchs (Mujeres al borde de un ataque de nervios), Spanien – Regie: Pedro Almodóvar Hanussen, Deutschland – Regie: István Szabó Salaam Bombay!, Indien – Regie: Mira Nair |

### 1990er Jahre
| Jahr | Preisträger (Originaltitel)                                  | Regie               | Nominierungen |
| ---- | ------------------------------------------------------------ | ------------------- | --- |
| 1990 | Cinema Paradiso (Nuovo cinema Paradiso) Italien              | Giuseppe Tornatore  | Camille Claudel, Frankreich – Regie: Bruno Nuytten Eine Frauensache (Une affaire de femmes), Frankreich – Regie: Claude Chabrol Jesus von Montreal (Jésus de Montréal), Kanada – Regie: Denys Arcand Das Leben mit dem Onkel (Zivot sa stricem), Jugoslawien – Regie: Krsto Papić                                                                                          |
| 1991 | Cyrano von Bergerac (Cyrano de Bergerac) Frankreich          | Jean-Paul Rappeneau | Akira Kurosawas Träume (夢, Yume), Japan – Regie: Akira Kurosawa Requiem für Dominic, Österreich – Regie: Robert Dornhelm Das schreckliche Mädchen, Deutschland – Regie: Michael Verhoeven Taxi Blues (Такси-блюз, Taksi-bljus), Sowjetunion – Regie: Pawel Lungin |
| 1992 | Hitlerjunge Salomon Deutschland                              | Agnieszka Holland   | Gulag 3 (Zateryannyy v Sibiri), Sowjetunion (bzw. Russland als Rechtsnachfolger) – Regie: Alexander Mitta High Heels (Tacones lejanos), Spanien – Regie: Pedro Almodóvar Madame Bovary, Frankreich – Regie: Claude Chabrol Nikita, Frankreich – Regie: Luc Besson Die zwei Leben der Veronika (La double vie de Véronique), Polen/Frankreich – Regie: Krzysztof Kieślowski |
| 1993 | Indochine Frankreich                                         | Régis Wargnier      | Bittersüße Schokolade (Como agua para chocolate), Mexiko – Regie: Alfonso Arau Schtonk!, Deutschland – Regie: Helmut Dietl Die siebente Saite (Tous les matins du monde), Frankreich – Regie: Alain Corneau Urga (Урга — территория любви), Russland – Regie: Nikita Michalkow                                                                                             |
| 1994 | Lebewohl, meine Konkubine (霸王別姬 Bàwáng Bié Jī) Hong Kong | Chen Kaige          | Das Ende der Unschuld (La Corsa dell'innocente), Italien – Regie: Carlo Carlei Das Hochzeitsbankett (喜宴, Hsi yen), Taiwan – Regie: Ang Lee Justiz, Deutschland – Regie: Hans W. Geißendörfer Drei Farben: Blau (Trois couleurs: Bleu), Polen – Regie: Krzysztof Kieślowski                                                                                               |
| 1995 | Farinelli Belgien                                            | Gérard Corbiau      | Die Bartholomäusnacht (La Reine Margot), Frankreich – Regie: Patrice Chéreau Drei Farben: Rot (Trois couleurs: Rouge), Polen/Schweiz – Regie: Krzysztof Kieślowski Eat Drink Man Woman (飲食男女, Yǐn shí nán nǚ), Taiwan – Regie: Ang Lee Leben! (活着, Huózhe), Hong Kong – Regie: Zhang Yimou                                                                           |
| 1996 | Les Misérables Frankreich                                    | Claude Lelouch      | Come due coccodrilli, Italien – Regie: Giacomo Campiotti Eine Frau für Zwei (Gazon maudit), Frankreich – Regie: Josiane Balasko Schlafes Bruder, Deutschland – Regie: Joseph Vilsmaier Shanghai Serenade (摇啊摇，摇到外婆桥, yáo a yáo, yáo dào wàipó qiáo), China – Regie: Zhang Yimou                                                                                   |
| 1997 | Kolya (Kolja) Tschechien                                     | Jan Svěrák          | Am achten Tag (Le huitième jour), Belgien – Regie: Jaco Van Dormael Gefangen im Kaukasus (Кавказский пленник, Kawkasski plennik), Russland – Regie: Sergei Bodrow Luna e l’altra, Italien – Regie: Maurizio Nichetti Ridicule – Von der Lächerlichkeit des Scheins (Ridicule), Frankreich – Regie: Patrice Leconte                                                         |
| 1998 | Mein Leben in Rosarot (Ma vie en rose) Belgien               | Alain Berliner      | Artemisia, Frankreich – Regie: Agnès Merlet Der Dieb (Вор, Vor), Russland – Regie: Pawel Tschuchrai Lea, Deutschland – Regie: Ivan Fíla Der Trauzeuge meines Mannes (Il testimone dello sposo), Italien – Regie: Pupi Avati |
| 1999 | Central Station (Central do Brasil) Brasilien                | Walter Salles       | Das Fest (Festen), Dänemark – Regie: Thomas Vinterberg Hombres armados – Men With Guns (Men with Guns), Vereinigte Staaten – Regie: John Sayles Die polnische Braut (De poolse bruid), Niederlande – Regie: Karim Traïdia Tango (Tango, no me dejes nunca), Argentinien – Regie: Carlos Saura                                                                              |

### 2000er Jahre
| Jahr | Preisträger (Originaltitel)                                                                  | Regie              | Nominierungen |
| ---- | -------------------------------------------------------------------------------------------- | ------------------ | --- |
| 2000 | Alles über meine Mutter (Todo sobre mi madre) Spanien/Frankreich                             | Pedro Almodóvar    | Aimée & Jaguar, Deutschland – Regie: Max Färberböck Est-Ouest – Eine Liebe in Russland (Est-Ouest), Russland/Spanien/Bulgarien/Frankreich – Regie: Régis Wargnier Die Frau auf der Brücke (La fille sur le pont), Frankreich – Regie: Patrice Leconte Die rote Violine (Le violon rouge), Italien/Kanada – Regie: François Girard                                       |
| 2001 | Tiger & Dragon (臥虎藏龍, Wòhǔ Cánglóng) Taiwan                                              | Ang Lee            | 100 Schritte (I cento passi), Italien – Regie: Marco Tullio Giordana Amores Perros, Mexiko – Regie: Alejandro González Iñárritu Die Witwe von Saint-Pierre (La veuve de Saint-Pierre), Frankreich – Regie: Patrice Leconte Der Zauber von Malèna (Malèna), Italien – Regie: Giuseppe Tornatore                                                                          |
| 2002 | No Man’s Land (Ničija zemlja) Bosnien und Herzegowina                                        | Danis Tanović      | Die fabelhafte Welt der Amélie (Le fabuleux destin d'Amélie Poulain), Frankreich – Regie: Jean-Pierre Jeunet Hinter der Sonne (Abril Despedaçado), Brasilien – Regie: Walter Salles Monsoon Wedding, Indien – Regie: Mira Nair Y Tu Mamá También – Lust for Life (Y tu mamá también), Mexiko – Regie: Alfonso Cuarón                                                    |
| 2003 | Sprich mit ihr (Hable con ella) Spanien                                                      | Pedro Almodóvar    | Balzac und die kleine chinesische Schneiderin (Xiao cai feng), Frankreich – Regie: Sijie Dai City of God (Cidade de Deus), Brasilien – Regie: Fernando Meirelles Hero (英雄, Yīngxióng), China – Regie: Zhang Yimou Nirgendwo in Afrika, Deutschland – Regie: Caroline Link Die Versuchung des Padre Amaro (El Crimen del padre Amaro), Mexiko – Regie: Carlos Carrera  |
| 2004 | Osama Afghanistan                                                                            | Siddiq Barmak      | Good Bye, Lenin!, Deutschland – Regie: Wolfgang Becker Die Invasion der Barbaren (Les invasions barbares), Kanada – Regie: Denys Arcand Monsieur Ibrahim und die Blumen des Koran (Monsieur Ibrahim et les fleurs du Coran), Frankreich – Regie: François Dupeyron The Return – Die Rückkehr (Возвращение, Woswraschtschenije), Russland – Regie: Andrei Swjaginzew     |
| 2005 | Das Meer in mir (Mar adentro) Spanien/Frankreich/Italien                                     | Alejandro Amenábar | Die Kinder des Monsieur Mathieu (Les Choristes), Frankreich – Regie: Christophe Barratier House of Flying Daggers (十面埋伏, Shí Miàn Mái Fú), Hong Kong – Regie: Zhang Yimou Mathilde – Eine große Liebe (Un long dimanche de fiançailles), Frankreich – Regie: Jean-Pierre Jeunet Die Reise des jungen Che (Diarios de motocicleta), Brasilien – Regie: Walter Salles |
| 2006 | Paradise Now (الجنة الآن, al-Dschanna al-ān) Palästina                                       | Hany Abu-Assad     | Kung Fu Hustle (功夫, Gong fu), China – Regie: Stephen Chow Wu Ji – Die Reiter der Winde (無極 / 无极, Wújí), China – Regie: Chen Kaige Merry Christmas (Joyeux Noël), Frankreich – Regie: Christian Carion Tsotsi, Südafrika – Regie: Gavin Hood |
| 2007 | Letters from Iwo Jima Vereinigte Staaten                                                     | Clint Eastwood     | Apocalypto, Vereinigte Staaten – Regie: Mel Gibson Das Leben der Anderen, Deutschland – Regie: Florian Henckel von Donnersmarck Pans Labyrinth (El laberinto del Fauno), Mexiko – Regie: Guillermo del Toro Volver – Zurückkehren (Volver), Spanien – Regie: Pedro Almodóvar                                                                                            |
| 2008 | Schmetterling und Taucherglocke (Le scaphandre et le papillon) Frankreich/Vereinigte Staaten | Julian Schnabel    | 4 Monate, 3 Wochen und 2 Tage (4 luni, 3 săptămâni și 2 zile), Rumänien – Regie: Cristian Mungiu Drachenläufer (The Kite Runner), Vereinigte Staaten – Regie: Marc Forster Gefahr und Begierde (色, 戒, Sè, jiè), Taiwan – Regie: Ang Lee Persepolis, Frankreich – Regie: Vincent Paronnaud und Marjane Satrapi                                                         |
| 2009 | Waltz with Bashir (ואלס עם באשיר, Vals im Bashir) Israel                                     | Ari Folman         | Der Baader Meinhof Komplex, Deutschland – Regie: Uli Edel Die ewigen Momente der Maria Larsson (Maria Larssons eviga ögonblick), Schweden/Dänemark – Regie: Jan Troell Gomorrha – Reise in das Reich der Camorra (Gomorra), Italien – Regie: Matteo Garrone So viele Jahre liebe ich dich (Il y a longtemps que je t'aime), Frankreich – Regie: Philippe Claudel        |

### 2010er Jahre
| Jahr | Preisträger (Originaltitel)                                                        | Regie                         | Nominierungen |
| ---- | ---------------------------------------------------------------------------------- | ----------------------------- | --- |
| 2010 | Das weiße Band – Eine deutsche Kindergeschichte Deutschland                        | Michael Haneke                | Baarìa, Italien – Regie: Giuseppe Tornatore La Nana – Die Perle (La nana), Chile – Regie: Sebastián Silva Ein Prophet (Un prophète), Frankreich – Regie: Jacques Audiard Zerrissene Umarmungen (Los abrazos rotos), Spanien – Regie: Pedro Almodóvar |
| 2011 | In einer besseren Welt (Hævnen) Dänemark                                           | Susanne Bier                  | Biutiful, Spanien, Mexiko – Regie: Alejandro González Iñárritu I Am Love (Io sono l'amore), Italien – Regie: Luca Guadagnino Das Konzert (Le Concert), Frankreich – Regie: Radu Mihăileanu Edge of War – Zug des Todes (Край), Russland – Regie: Alexei Utschitel                                                                                               |
| 2012 | Nader und Simin – Eine Trennung (جدایی نادر از سیمین Jodaeiye Nader az Simin) Iran | Asghar Farhadi                | The Flowers of War (金陵十三钗 Jin líng shí san chai), Volksrepublik China – Regie: Zhang Yimou Die Haut, in der ich wohne (La piel que habito), Spanien – Regie: Pedro Almodóvar In the Land of Blood and Honey, Bosnien und Herzegowina – Regie: Angelina Jolie Der Junge mit dem Fahrrad (Le gamin au vélo), Belgien – Regie: Jean-Pierre und Luc Dardenne   |
| 2013 | Liebe (Amour) Österreich                                                           | Michael Haneke                | Der Geschmack von Rost und Knochen (De rouille et d’os), Frankreich – Regie: Jacques Audiard Die Königin und der Leibarzt (En kongelig affære), Dänemark – Regie: Nikolaj Arcel Kon-Tiki, Norwegen/Vereinigtes Königreich/Dänemark – Regie: Joachim Rønning und Espen Sandberg Ziemlich beste Freunde (Intouchables) – Regie: Olivier Nakache und Éric Toledano |
| 2014 | La Grande Bellezza – Die große Schönheit (La grande bellezza) Italien              | Paolo Sorrentino              | Blau ist eine warme Farbe (La vie d’Adèle – chapitres 1&2), Frankreich – Regie: Abdellatif Kechiche Die Jagd (Jagten), Dänemark – Regie: Thomas Vinterberg Kaze Tachinu (風立ちぬ), Japan – Regie: Hayao Miyazaki Le passé – Das Vergangene (Le passé), Iran – Regie: Asghar Farhadi                                                                            |
| 2015 | Leviathan (Левиафан) Russland                                                      | Andrei Petrowitsch Swjaginzew | Höhere Gewalt (Turist), Schweden – Regie: Ruben Östlund Get – Der Prozess der Viviane Amsalem, Israel – Regie: Ronit Elkabetz & Shlomi Elkabetz Ida, Polen/Dänemark – Regie: Paweł Pawlikowski Tangerines (Mandariinid), Georgien/Estland – Regie: Sasa Uruschadse                                                                                              |
| 2016 | Son of Saul (Saul fia) Ungarn                                                      | László Nemes                  | Das brandneue Testament (Le tout nouveau Testament), Belgien – Regie: Jaco Van Dormael El Club, Chile – Regie: Pablo Larraín Die Kinder des Fechters (Miekkailija), Finnland – Regie: Klaus Härö Mustang, Frankreich – Regie: Deniz Gamze Ergüven |
| 2017 | Elle Frankreich                                                                    | Paul Verhoeven                | Divines, Frankreich – Regie: Houda Benyamina The Salesman (فروشنده Forūšande), Iran/Frankreich – Regie: Asghar Farhadi Neruda, Chile – Regie: Pablo Larraín Toni Erdmann, Deutschland – Regie: Maren Ade |
| 2018 | Aus dem Nichts Deutschland/Frankreich                                              | Fatih Akin                    | Eine fantastische Frau (Una mujer fantástica), Chile – Regie: Sebastián Lelio Loveless (Нелюбовь), Russland – Regie: Andrei Swjaginzew The Square, Schweden/Deutschland/Frankreich – Regie: Ruben Östlund Der weite Weg der Hoffnung (First They Killed My Father: A Daughter of Cambodia Remembers), Kambodscha – Regie: Angelina Jolie                        |
| 2019 | Roma Mexiko                                                                        | Alfonso Cuarón                | Capernaum – Stadt der Hoffnung (Cafarnaúm, كفرناحوم), Libanon – Regie: Nadine Labaki Girl, Belgien – Regie: Lukas Dhont Shoplifters – Familienbande (万引き家族, Manbiki kazoku), Japan – Regie: Hirokazu Koreeda Werk ohne Autor, Deutschland – Regie: Florian Henckel von Donnersmarck                                                                        |

### 2020er Jahre
| Jahr | Preisträger (Originaltitel)                                  | Regie             | Nominierungen |
| ---- | ------------------------------------------------------------ | ----------------- | --- |
| 2020 | Parasite (기생충, Gisaengchung) Südkorea                     | Bong Joon-ho      | The Farewell, USA, China – Regie: Lulu Wang Leid und Herrlichkeit (Dolor y gloria), Spanien – Regie: Pedro Almodóvar Porträt einer jungen Frau in Flammen (Portrait de la jeune fille en feu), Frankreich – Regie: Céline Sciamma Die Wütenden – Les Misérables (Les Misérables), Frankreich – Regie: Ladj Ly                                                                                     |
| 2021 | Minari – Wo wir Wurzeln schlagen (Minari) USA                | Lee Isaac Chung   | Du hast das Leben vor dir (La vita davanti a sé), Italien – Regie: Edoardo Ponti La Llorona, Frankreich, Guatemala – Regie: Jayro Bustamante Der Rausch (Druk), Dänemark – Regie: Thomas Vinterberg Wir beide (Deux), USA, Frankreich – Regie: Filippo Meneghetti |
| 2022 | Drive My Car (ドライブ・マイ・カー / Doraibu mai kā) Japan   | Ryūsuke Hamaguchi | Abteil Nr. 6 (Compartment No. 6), Finnland, Russland, Deutschland – Regie: Juho Kuosmanen The Hand of God (È stata la mano di Dio), Italien – Regie: Paolo Sorrentino A Hero – Die verlorene Ehre des Herrn Soltani (قهرمان / Ghahreman), Iran – Regie: Asghar Farhadi Parallele Mütter (Madres paralelas), Spanien – Regie: Pedro Almodóvar                                                      |
| 2023 | Argentinien, 1985 – Nie wieder (Argentina, 1985) Argentinien | Santiago Mitre    | Close, Belgien / Frankreich / Niederlande – Regie: Lukas Dhont Die Frau im Nebel (Decision to Leave), Südkorea – Regie: Park Chan-wook RRR, Indien – Regie: S. S. Rajamouli Im Westen nichts Neues, Deutschland – Regie: Edward Berger |
| 2024 | Anatomie eines Falls (Anatomie d’une chute) Frankreich       | Justine Triet     | Fallende Blätter (Kuolleet lehdet), Finnland – Regie: Aki Kaurismäki Ich Capitano (Io capitano), Italien/Belgien – Regie: Matteo Garrone Past Lives – In einem anderen Leben (Past Lives), USA – Regie: Celine Song Die Schneegesellschaft (La sociedad de la nieve), Uruguay/Spanien/Chile – Regie: J. A. Bayona The Zone of Interest, USA/Vereinigtes Königreich/Polen – Regie: Jonathan Glazer |
| 2025 | Emilia Perez Frankreich                                      | Justine Triet     | All We Imagine as Light, Indien – Regie: Payal Kapadia Für immer hier (Ainda estou aqui / I’m Still Here), Brasilien – Regie: Walter Salles Das Mädchen mit der Nadel (Pigen med nålen), Dänemark – Regie: Magnus von Horn Die Saat des heiligen Feigenbaums (دانه‌ی انجیر معابد, Dāne-ye anjīr-e ma'ābed), Deutschland – Regie: Mohammad Rasulof Vermiglio, Italien – Regie: Maura Delpero        |